# Ultraman Hawaii
Ultraman Hawaii ist eine seit 1983 jährlich auf Hawaii im November bzw. Dezember stattfindende dreitägige Sportveranstaltung im Triathlon über die Langdistanz.

## Organisation
Ein Ultraman besteht aus 10 km Schwimmen, 421 km Radfahren und 84 km Laufen. Der Wettkampf wird jährlich in Kailua-Kona als Ultraman-Weltmeisterschaft ausgetragen, mit maximal 40 Teilnehmern, die eigens dafür eingeladen werden. Rekordsieger sind die US-Amerikanerin Shanna Armstrong sowie der Brasilianer Alexandre Ribeiro mit jeweils sechs Siegen. Neben dem Hawaii-Wettbewerb gibt es noch den Ultraman in Penticton, Kanada. Erste deutsche Starter waren 1989 Hannes Blaschke und Ulrich Strunz. Erfolgreichste deutsche Teilnehmer waren 1993 Hans-Jürgen Schley als erster deutscher Sieger, 1994 Daniel Schallmo, 1998 Holger Spiegel und Tobias Winnemöller (2014), die den Sieg erringen konnten. Die Leistungsentwicklungen der Athleten in den Rennen von 1983 bis 2012 waren das Thema einer Studie des Schweizers Arztes und Professors Beat Knechtle an der Universität Zürich.

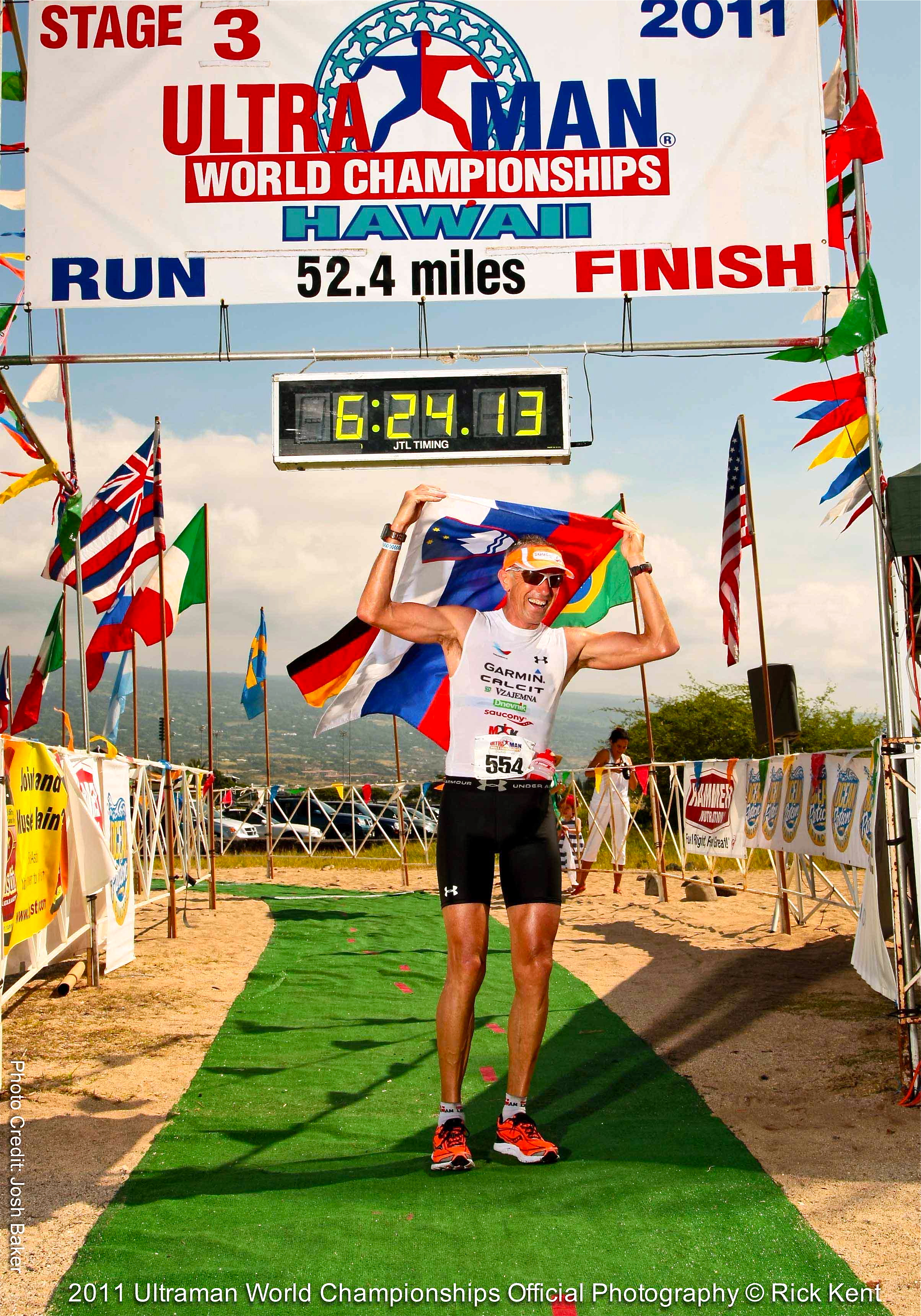
Zieleinlauf 2011

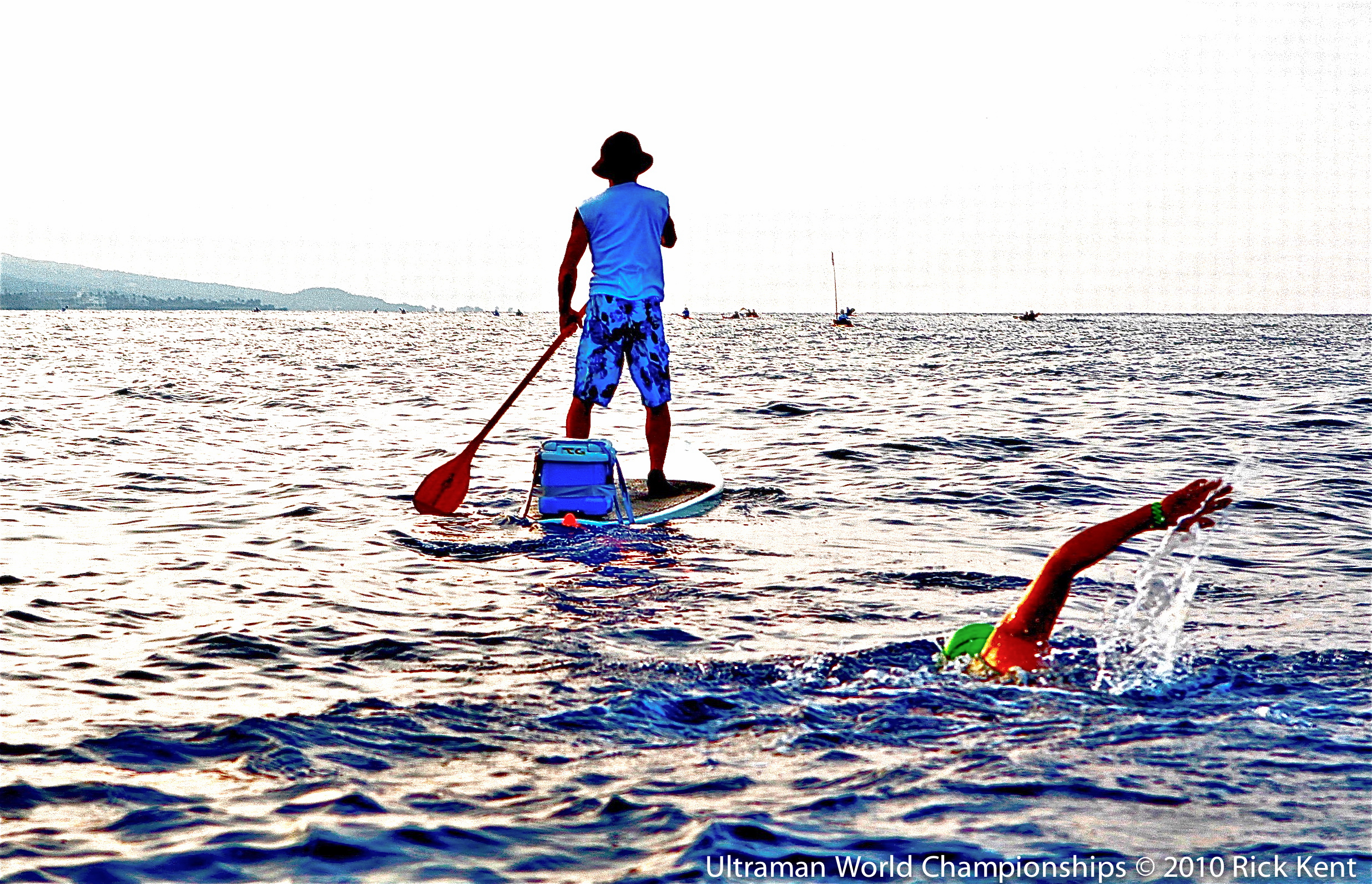
Ultraman-Schwimmer mit Begleitung, 2010

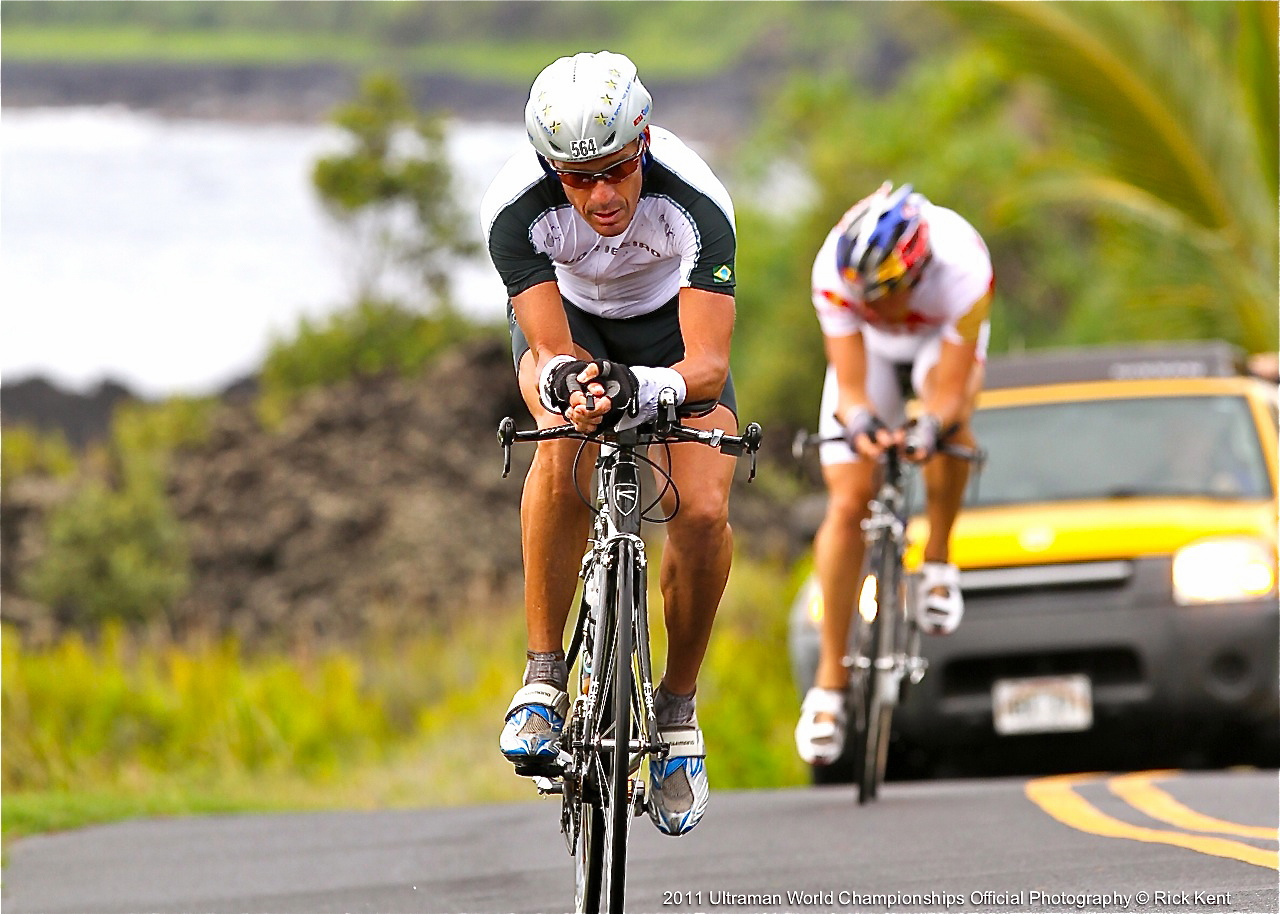
Alexandre Ribeiro, 2011

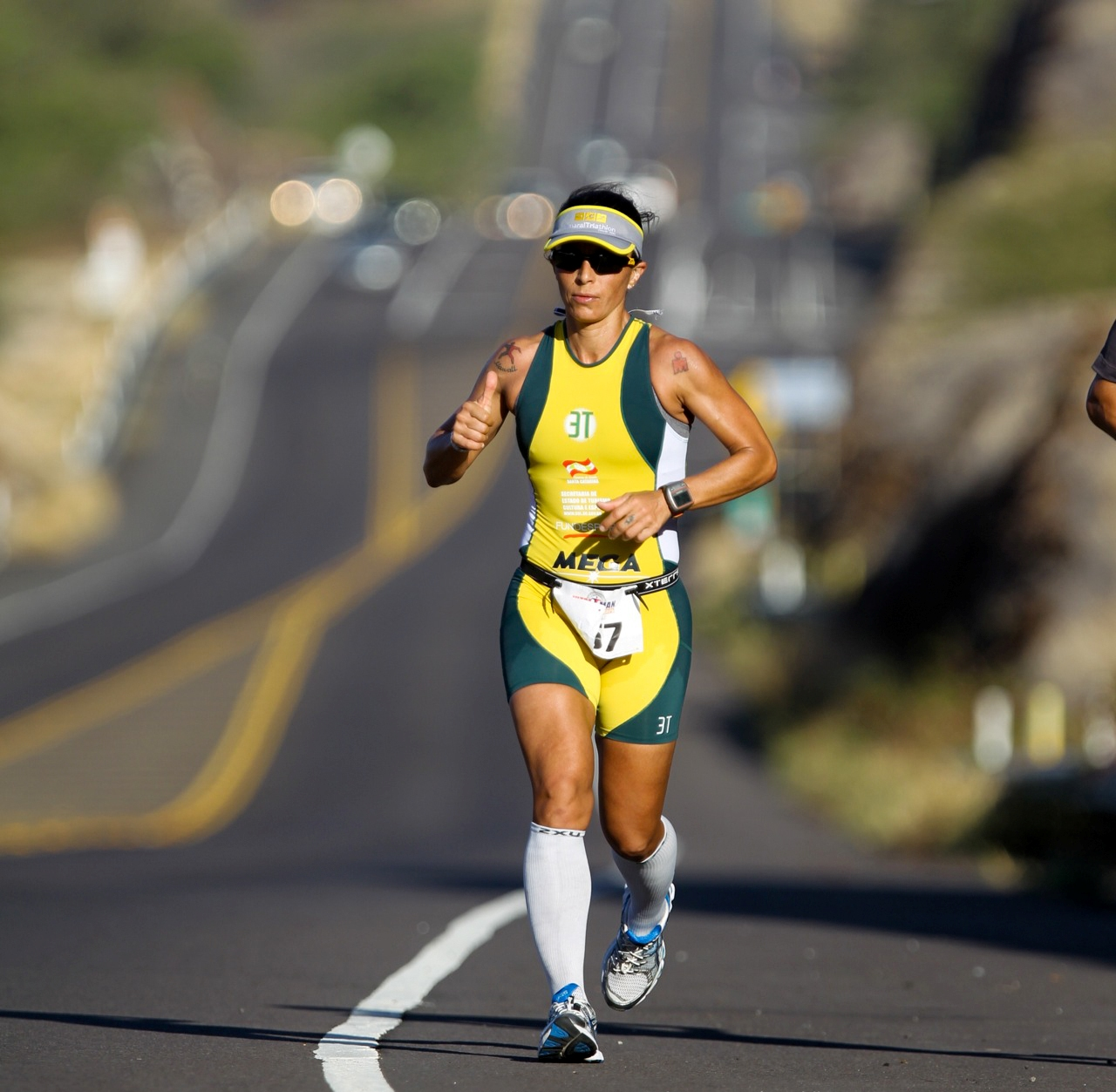
Ultraman Tag 3, 2011

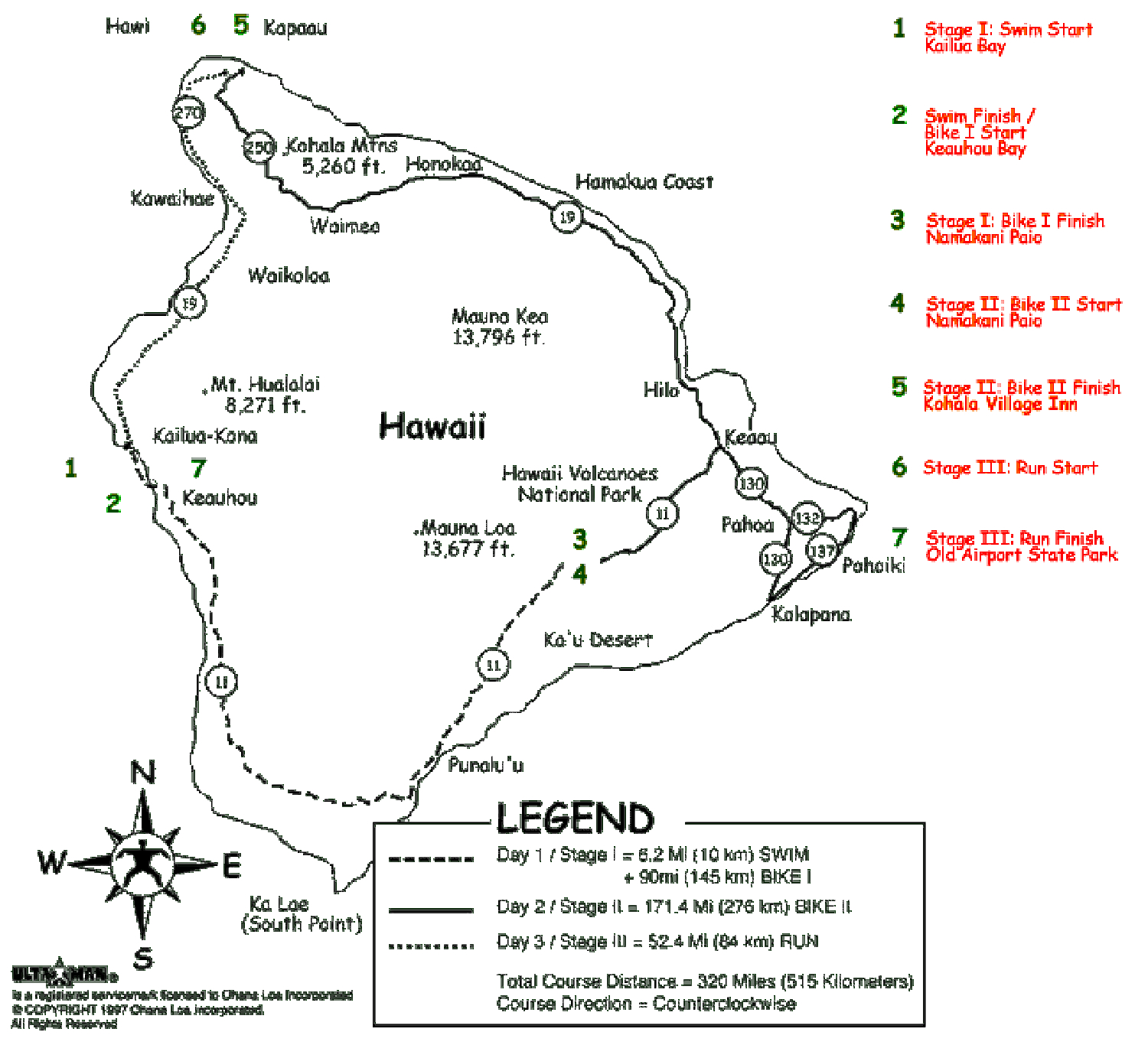
Streckenverlauf des Hawaii-Ultraman

Ein Ultraman wird an drei Tagen veranstaltet: Am ersten Tag findet das Schwimmen sowie die ersten 145 km des Radfahrens statt, wobei zwischen diesen beiden Disziplinen wie beim Triathlon üblich keine Pause eingelegt wird. Am zweiten Tag wird dann die restliche Radfahrwegstrecke zurückgelegt. Der Wettkampf endet schließlich am dritten Tag mit dem Doppelmarathon.
Bei der Austragung der Ultraman World Championships vom 24. bis 26. November 2017 waren 39 Athleten aus 16 Ländern am Start:

Tag 110 km Schwimmen, 145 km Radfahren
Tag 2276 km Radfahren
Tag 384 km Laufen
2017 konnte sich in der über 30-jährigen Geschichte des Ultraman Hawaii mit Steffi Steinberg nach Conny Dauben (Siegerin 2002) erneut eine Deutsche in die Siegerliste eintragen. Sie kam mit mehr als vier Stunden vor der zweitplatzierten Frau ins Ziel und beendete das Rennen als Neunte insgesamt. Die US-Amerikanerin Dede Griesbauer verbesserte 2023 den Streckenrekord bei den Frauen auf 23:22:58 Stunden.
Die Zeiten der einzelnen Jahre sind nur eingeschränkt vergleichbar. Durch Straßenbauarbeiten, Wetterkapriolen und einen Lavaausbruch wurden Teilstrecken verkürzt oder verlängert.

## Siegerliste
| Datum/Jahr    | Männer                           | Männer            | Männer               | Frauen               | Frauen                  | Frauen             |
| Datum/Jahr    | Erster Platz                     | Zweiter Platz     | Dritter Platz        | Erster Platz         | Zweiter Platz           | Dritter Platz      |
| ------------- | -------------------------------- | ----------------- | -------------------- | -------------------- | ----------------------- | ------------------ |
| 1. Dez. 2024  | Juan Bautista Castillia Arroyo   | Lucas Vilhena     | Ariel Aponte         | Jen Annett (SR)      | Michelle Vesterby       | Keri Mandell       |
| 27. Nov. 2023 | Simon Cochrane (SR)              | Fernando Lopez    | Andrew Mally         | Amy Robitaille       | Andrew-Anne Girard      | Mary Latza         |
| 28. Nov. 2022 | Richard Thompson -2-             | Steven Keller     | Jan Greyell          | Dede Griesbauer      | Antonina Reznikov       | Leanda Cave        |
| 2021          | keine Veranstaltung wegen Corona | -                 | -                    | -                    | -                       | -                  |
| 2020          | keine Veranstaltung wegen Corona | -                 | -                    | -                    | -                       | -                  |
| 2019          | Jordan Bryden                    | Marc Puig Amiel   | Rob Gray             | Tara Norton          | Conny Dauben            | –                  |
| 2018          | Richard Thompson                 |                   |                      |                      |                         |                    |
| 2017          | Rob Gray                         | Jeremy Howard     | Arnaud Selukov       | Steffi Steinberg     | Amy Craft               | Fiona Siemelink    |
| 2016          | Iñaki de la Parra                | Rob Gray          | Tony O’Keeffe        | Kate Bevilaqua       | Tara Norton             | Staci Studer       |
| 2015          | Michael Coughlin                 | David Kalinowski  | Jeremy Howard        | Staci Studer         | Katherine Calder-Becker | Beth Brewster      |
| 2014          | Tobias Winnemöller               | Craig Percival    | Tony O’Keeffe        | Yasuko Miyazaki      | Julie Shelley           | Kathy Winkler      |
| 2013          | Miro Kregar                      | Alexandre Ribeiro | Tim Sheeper          | Hillary Biscay       | Amber Monforte          | Vanuza Maciel      |
| 2012          | Alexandre Ribeiro -6-            | Miro Kregar       | Tony O’Keeffe        | Amber Monforte -3-   | Kathy Winkler           | Yasuko Miyazaki    |
| 2011          | Alexandre Ribeiro -5-            | Michael Coughlin  | Miro Kregar          | Amber Monforte -2-   | Vanuza Maciel           | Consuela Lively    |
| 2010          | Mike Le Roux                     | Jonas Colting     | Slater Fletcher      | Amber Monforte       | Hillary Biscay          | Shanna Armstrong   |
| 2009          | Alexandre Ribeiro -4-            | Miro Kregar       | Peter Kotland        | Shanna Armstrong -6- | Kathy Winkler           | Ann Heaslett       |
| 2008          | Alexandre Ribeiro -3-            | Tony O’Keeffe     | Miro Kregar          | Shanna Armstrong -5- | Suzy Degazon            | Catherine Paulson  |
| 2007          | Jonas Colting -2-                | Alexandre Ribeiro | Tim Sheeper          | Shanna Armstrong -4- | Ann Heaslett            | Iona MacKenzie     |
| 2006          | Jeff Landauer                    | David Goggins     | Gary Wang            | Shanna Armstrong -3- | Suzy Degazon            | Elizabeth Thompson |
| 2005          | Alexandre Ribeiro -2-            | Michael Hanreck   | Gary Wang            | Shanna Armstrong -2- | Suzy Degazon            | Jennifer Burtner   |
| 2004          | Jonas Colting                    | Tony O’Keeffe     | Lon Freeman          | Lauren Fithian       | Suzy Degazon            | –                  |
| 2003          | Alexandre Ribeiro                | Tony O’Keeffe     | Thomas Rodgers       | Shanna Armstrong     | Lauren Fithian          | Suzy Degazon       |
| 2002          | Gordo Byrn                       | Tony O’Keeffe     | Donald Fink          | Conny Dauben         | Marise Nunes            | Linda Bialla       |
| 2001          | Uroš Velepec -2-                 | Miro Kregar       | Peter Mueller        | Monica Fernandez -2- | Lauren Fithian          | Suzy Degazon       |
| 2000          | Uroš Velepec                     | Brett Sublett     | Peter Mueller        | Monica Fernandez     | Rachel Portner          | –                  |
| 1999          | John Nickles                     | Anatoly Levsha    | Ferg Hawke           | Linda Bialla         | Suzy Degazon            | –                  |
| 1998          | Holger Spiegel                   | Erik Seedhouse    | Sergio Cordeiro      | Tracy Preston -3-    | Cecilia Ramos           | Suzy Degazon       |
| 1997          | Peter Kotland                    | Erik Seedhouse    | John Nickles         | Tracy Preston -2-    | –                       | –                  |
| 1996          | Erik Seedhouse                   | John Nickles      | Patric Vignal        | –                    | –                       | –                  |
| 1995          | Kevin Cutjar                     | Daniel Schallmo   | Sergio Cordeiro      | Tracy Preston        | –                       | –                  |
| 1994          | Daniel Schallmo                  | Sergio Cordeiro   | Masaaki Okabe        | –                    | –                       | –                  |
| 1993          | Hans-Jürgen Schley               | George Goldstine  | Yoshihiro Chijimatsu | Hiroe Fukushima      | –                       | –                  |
| 1992          | Don Newman                       | Andreas Kiefer    | Ullrich Winkelmann   | –                    | –                       | –                  |
| 1991          | keine Veranstaltung durchgeführt | -                 | -                    | -                    | -                       | –                  |
| 1990          | Gary Shields -3-                 | Wes Kessenich     | Peter Holenweg       | Angelika Castaneda   | Barbara Alvarez         | Lani Montgomery    |
| 1989          | Gary Shields -2-                 | Hannes Blaschke   | Wes Kessenich        | Tina Bischoff        | Ardis Bow               | Eva Vasquez        |
| 1988          | Gary Shields                     | William Woodruff  | Steve Hare           | Manako Mizutani      | Rosana Paukofe          | –                  |
| 1987          | keine Veranstaltung durchgeführt | -                 | -                    | -                    | -                       | –                  |
| 1986          | James Freim                      | William Woodruff  | Katsuo Shimada       | Sherri Willis        | Eiko Endo               | Masako Mandokoro   |
| 1985          | Kurt Madden -2-                  | William Woodruff  | Brett Torino         | Ardis Bow -2-        | –                       | –                  |
| 1984          | Scott Molina                     | Chip Salaun       | Benjamin Fisher      | Lyn Brooks           | Marianne Tufteland      | Alice Unawai       |
| 1983          | Kurt Madden                      | Stuart Middleman  | J Harrison           | Ardis Bow            | B Levenstein            | –                  |